# Cibola (Arizona)
Cibola ist ein Census-designated place im La Paz County im US-Bundesstaat Arizona. Das U.S. Census Bureau hat bei der Volkszählung 2020 eine Einwohnerzahl von 198 ermittelt.
Cibola hat eine Fläche von 46,7 km². Die Bevölkerungsdichte liegt bei 4 Einwohnern je km². 
Cibola liegt nahe dem Colorado River nahe der Grenze zum US-Bundesstaat Kalifornien.